# Имири
Имири (груз. იმირი, азерб. İmir) — село Марнеульского муниципалитета, края Квемо-Картли республики Грузия со 93 %-ным азербайджанским населением. Находится на юге Грузии, на территории исторической области Борчалы.

## История

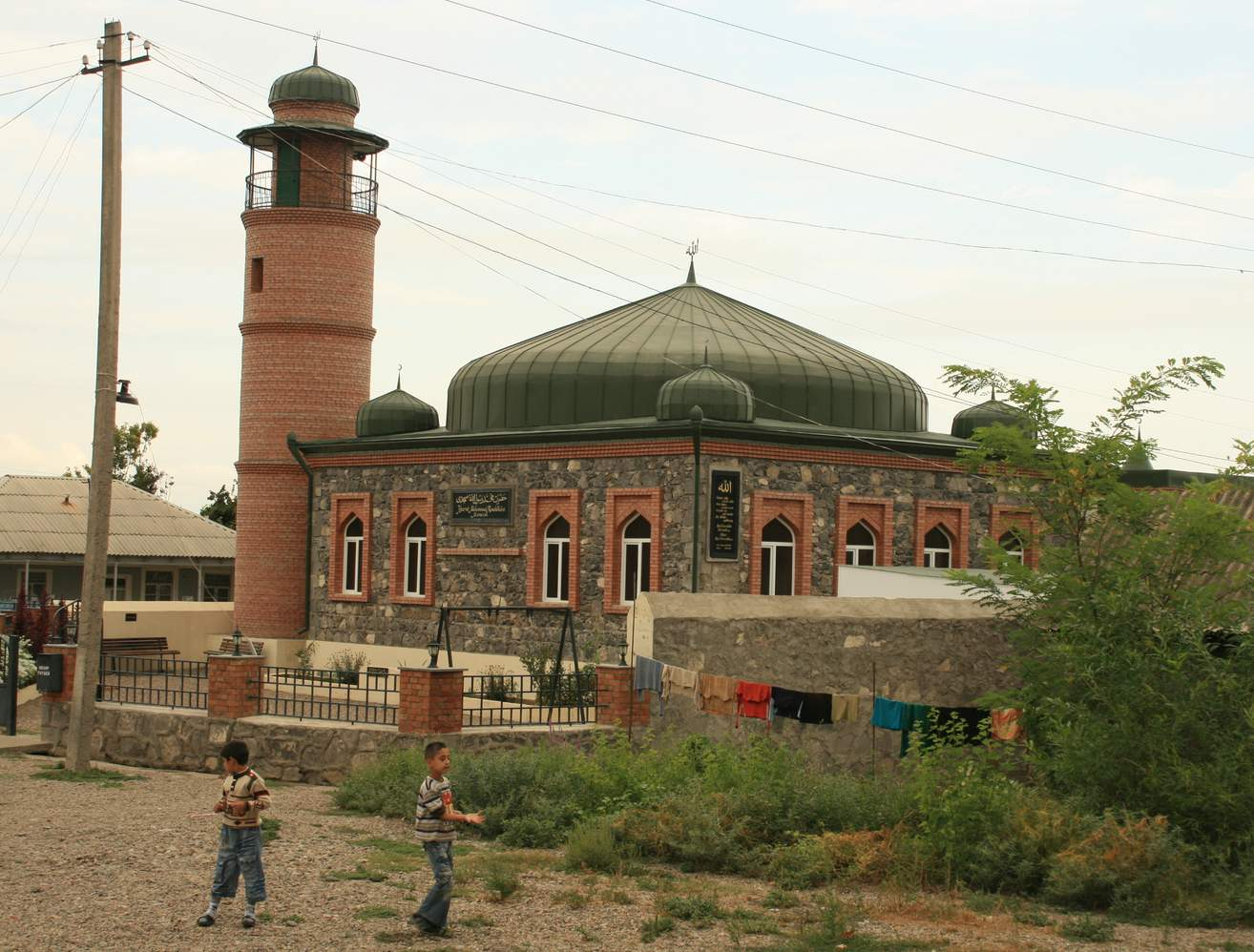
Мечеть имени Хазрата Расула Акряма в селе Имири

## География
Село берет своё начало рядом с железной дорогой Марнеули — Садахло, затем огибает реку Храми, вдоль берега которой и расположено.
Граничит с селами Патара-Беглари, Диди-Беглари, Саимерло, Шулавери, Земо-Кулари, Баидари и Даштапа Марнеульского Муниципалитета.

## Население
По данным Государственного статистического комитета Грузии, согласно официальной переписи 2002 года, численность населения села Имири составляет 1445 человека и на 93 % состоит из азербайджанцев.

## Экономика
Население в основном занимается овцеводством, скотоводством и овощеводством.
В июне 2011 года, азербайджанская компания ГНКАР Energy Georgia, которая представляет интересы компании ГНКАР (Госнефтекомпания Азербайджана) в Грузии, завершила газификацию села Имири Марнеульского района. Газификация прошла в рамках программы по газификации всех сел Грузии, утверждённой президентом Грузии Михаилом Саакашвили.

## Достопримечательности
- Мечеть имени Хазрата Расула Акряма[5]
- Средняя школа - является одной из старейших школ региона. Обучение проводится на азербайджанском языке в две смены до 9 класса. Школа состоит из 5 кабинетов. Для продолжения учёбы ученики должны переходить в школы Марнеули, Шулавери, Даштапа или Церетели, что создает большие трудности для местного населения.[6][7]

## Известные уроженцы
- Алиев, Магаррам Али-оглы (1915-?) — Ветеран ВОВ, награждённый Орденом Отечественной войны 1-й степени.
- Зейналов, Магаррам Алиевич (1919-?) — Ветеран ВОВ, награждённый Орденом Отечественной войны 2-й степени[8].

## Интересные факты
В марте - мае 2010 года, мусульманская община Грузии, совместно с грузинским экспертом Гела Гуниава осуществили экспедиционную работу, в рамках которого провели интервьюирование мусульман-азербайджанцев в Тбилиси, а также других городах и населенных пунктах Квемо-Картли (городе Марнеули, Гардабани, селах Имири, Поничала, Дзвели-Квеши, Амамло, Меоре-Кесало и др.). Исследования включали в себя вопросы общего справочного характера о численности, национальном составе и районах проживания мусульман в Грузии, а также о количестве мечетей, священно-служителей и системе религиозного образования.
Была исследована также деятельность исламских культурно-просветительских организаций, изучен уровень знаний населения об исламе и религиозных обрядах, определен уровень проникновения религиозных норм в сознание и повседневную жизнь грузинских мусульман, проведены встречи с представителями шиитского и суннитского мусульманского духовенства, в том числе и с ахундами и имамами мечетей, указанных выше населенных пунктов.